# Урьядинский сельсовет
Урьядинский сельсовет — муниципальное образование в Мишкинском районе Башкортостана.
Административный центр — деревня Урьяды.

## История
Согласно Закону о границах, статусе и административных центрах муниципальных образований в Республике Башкортостан имеет статус сельского поселения.

## Население
| 2002 | 2009 | 2010 | 2012 | 2013 | 2014 | 2015 |
| ---- | ---- | ---- | ---- | ---- | ---- | ---- |
| 1063 | ↘947 | ↘926 | ↗929 | ↘898 | ↘880 | ↘855 |
| 2016 | 2017 | 2018 |      |      |      |      |
| ↘819 | ↘813 | ↘782 |      |      |      |      |

## Состав сельского поселения
| № | Населённый пункт | Тип населённого пункта          | Население |
| - | ---------------- | ------------------------------- | --------- |
| 1 | Урьяды           | деревня, административный центр | ↘221      |
| 2 | Янагушево        | село                            | ↘410      |
| 3 | Сабаево          | деревня                         | ↗216      |
| 4 | Баш-Байбаково    | деревня                         | ↗58       |
| 5 | Новосафарово     | деревня                         | ↘21       |

## Известные уроженцы
- Актуганов, Махмут Сафиевич (25 декабря 1924 — 24 января 1971) — участник Великой Отечественной войны, гвардии младший сержант, Герой Советского Союза (1944)[17][18].
- Загитов, Газий Казыханович (20 августа 1921 — 23 августа 1953) — участник Великой Отечественной войны, 30 апреля 1945 года в 22 часа 40 минут одним из первых водрузил Красное Знамя над зданием рейхстага в Берлине[19][20].
- Чикаев, Хаернас Ильясович (16 июня 1925 — 27 июля 2012) — токарь Уфимского моторостроительного завода, Герой Социалистического Труда (1980)[21][22].